# Czarny Zwornik

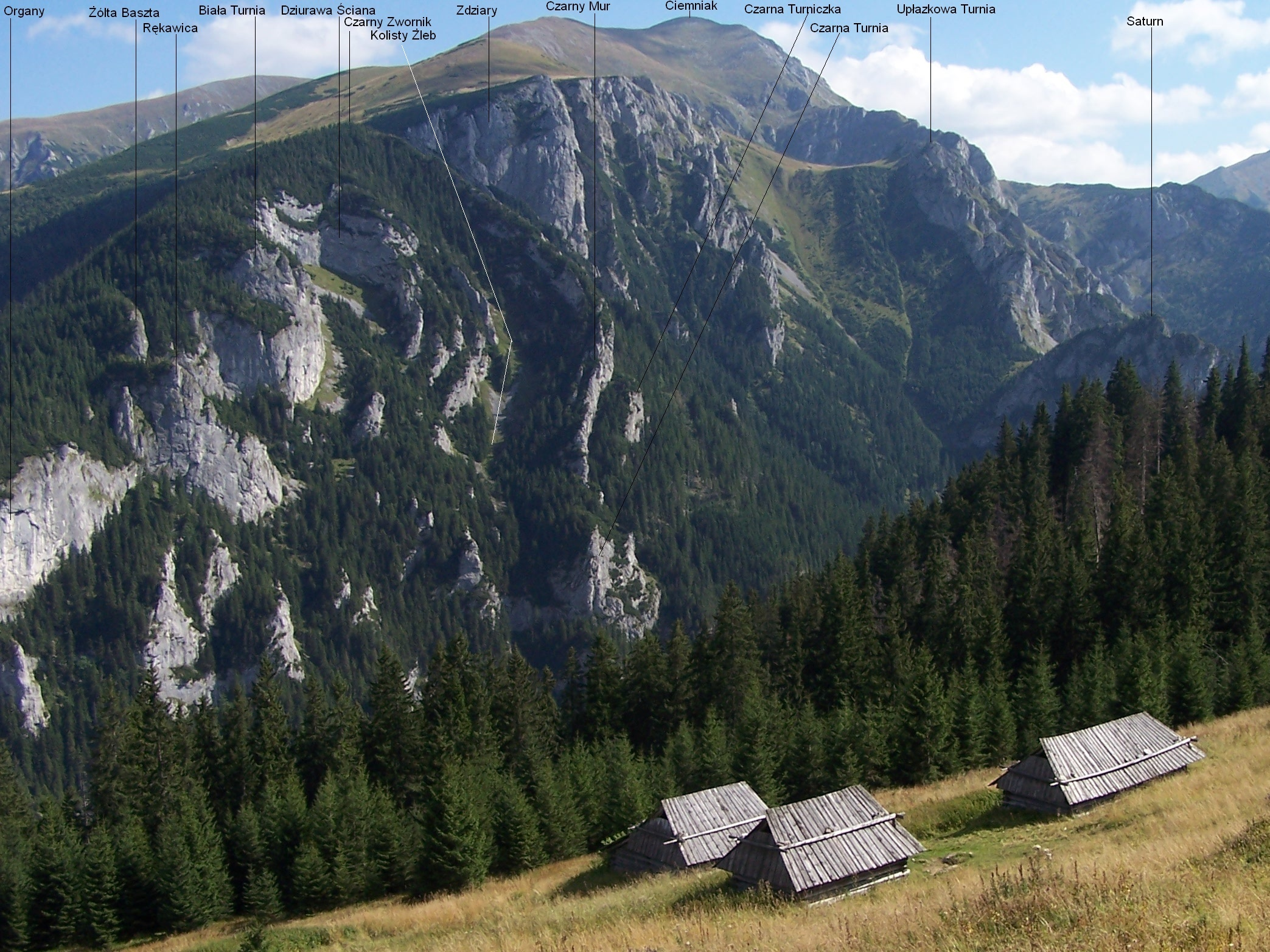
Widok z Polany na Stołach

Czarny Zwornik (ok. 1530 m) – punkt zwornikowy w północno-zachodniej grani Upłaziańskiej Kopy w Dolinie Kościeliskiej w Tatrach Zachodnich. Znajduje się po północno-zachodniej stronie płytkiego wcięcia w grani zwanego Białym Siodełkiem (ok. 1570 m). Na Czarnym Zworniku odgałęzia się w południowo-zachodnim kierunku Czarny Mur, główna zaś grań poprzez Dziurawą Ścianę, Białą Turnię, Żółtą Basztę, Rękawicę i Organy opada dalej w północno-zachodnim kierunku i kończy się turnią Okręt.
Czarny Zwornik znajduje się w grani porośniętej świerkami i kosodrzewiną, około 300 m od Białego Siodełka i kilkadziesiąt metrów niżej od niego. Nie jest wierzchołkiem, a jedynie punktem zwornikowym dla trzech grani. Są trzy granie, zatem są też trzy wklęsłości między nimi: Żleb pod Wysranki (opadają do niego północno-wschodnie stoki Czarnego Zwornika), prawa (patrząc od dołu) odnoga Kolistego Żlebu i Biały Żleb. Do wszystkich tych żlebów Czarny Zwornik opada stromymi, zalesionymi stokami.
Władysław Cywiński przypuszcza, że liczne w okolicy nazwy z przymiotnikiem „czarny” pochodzą od Czarnej Turni, łącznie z nazwą Jaskini Czarnej, której przypisuje się pochodzenie tego nazewnictwa.

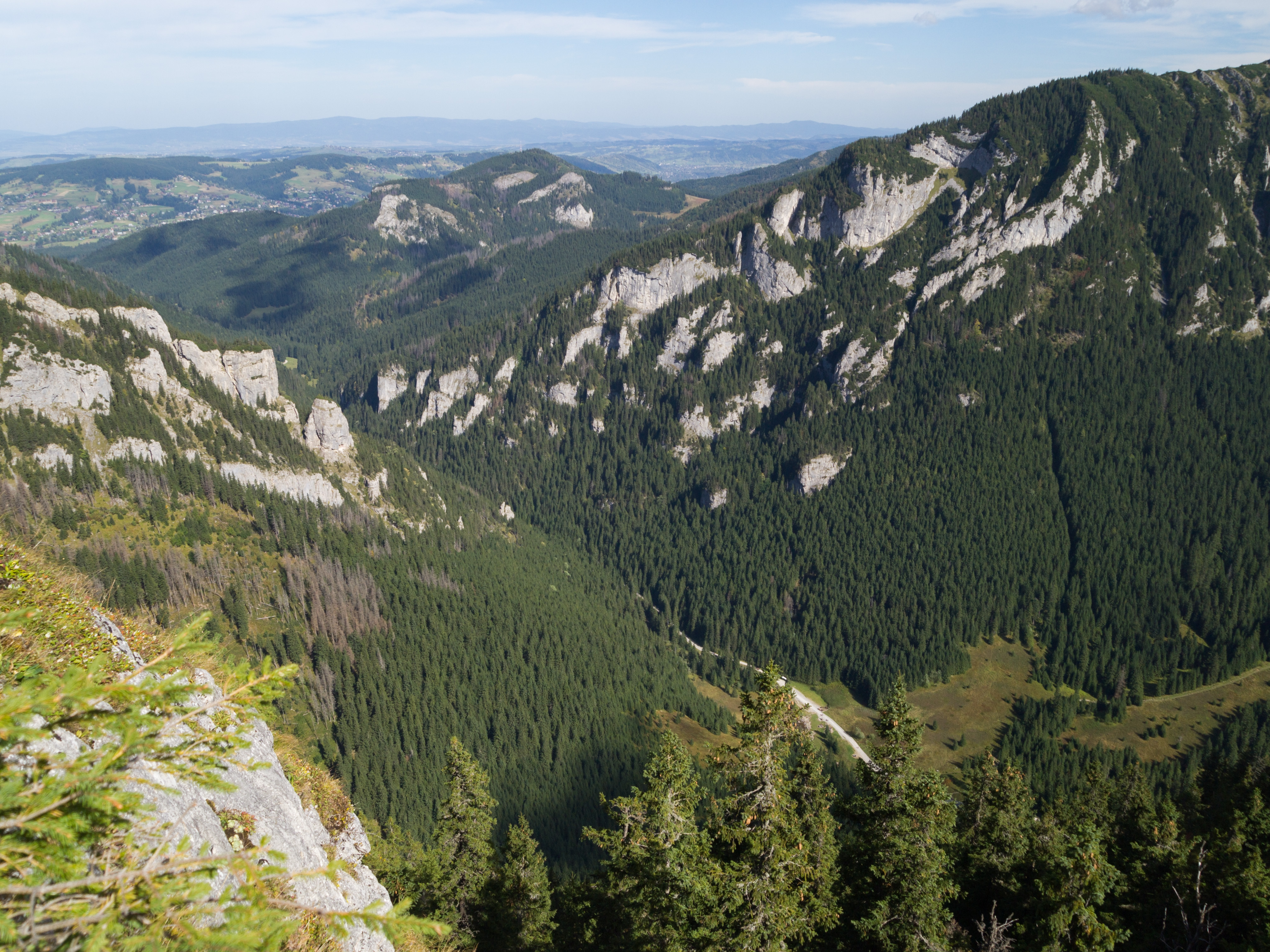
Widok na Czarny Zwornik z południowego zachodu